# Габрі Вейга
Габрі Вейга Новас (ісп. Gabriel Veiga Novas; нар. 27 травня 2002, О-Порріньйо, Іспанія) — іспанський футболіст, півзахисник клубу «Аль-Аглі».

## Клубна кар'єра
Габріель Вейга народився в О-Порріньо, Понтеведра, Галісія. Вихованець клубу «Сельта» в складі якого дебютував 25 серпня 2019 року в матчі Сегунда Дивізіон Б.
Свій перший гол Габрі забив 1 грудня 2019 року в програній грі 1–6 проти «Атлетіко Балеарс». 19 вересня 2020 року півзахисник дебютував у складі першої команди матчу Ла-Ліги, вийшовши на заміну замість Ренато Тапія проти «Валенсії», яку переграли з рахунком 2–1.
10 вересня 2022 року Вейга забив свій перший гол у виїзній поразці 1–4 проти «Атлетіко» (Мадрид). 11 січня 2023 року Габрі увійшов до основного складу отримавши футболку з 24 номером. За підсумками чемпіонату увійшов до збірної сезону.
26 серпня 2023 року підписав контракт з клубом із Саудівської Аравії «Аль-Аглі».

## Виступи за збірні
2018 року дебютував у складі юнацької збірної Іспанії.
з 2019 року залучався до складу молодіжної збірної Іспанії. На молодіжному рівні зіграв у 4 офіційних матчах.

## Статистика
Станом на 13 серпзня 2023
| Команда           | Сезон             | Ліга                     | Ліга | Ліга  | Національний кубок | Національний кубок | Інші змагання | Інші змагання | Усього | Усього |
| Команда           | Сезон             | Дивізіон                 | Ігор | Голів | Ігор               | Голів              | Ігор          | Голів         | Ігор   | Голів  |
| ----------------- | ----------------- | ------------------------ | ---- | ----- | ------------------ | ------------------ | ------------- | ------------- | ------ | ------ |
| Сельта Б          | 2019–20           | Сегунда Дивізіон Б       | 14   | 1     | —                  | —                  | —             | —             | 14     | 1      |
| Сельта Б          | 2020–21           | Сегунда Дивізіон Б       | 17   | 0     | —                  | —                  | 1             | 0             | 18     | 0      |
| Сельта Б          | 2021–22           | Прімера Федерасьйон RFEF | 31   | 9     | —                  | —                  | —             | —             | 31     | 9      |
| Сельта Б          | 2022–23           | Прімера Федерасьйон      | 1    | 0     | —                  | —                  | —             | —             | 1      | 0      |
| Сельта Б          | Разом             | Разом                    | 63   | 10    | 0                  | 0                  | 1             | 0             | 64     | 10     |
| Сельта            | 2020–21           | Ла-Ліга                  | 6    | 0     | 0                  | 0                  | —             | —             | 6      | 0      |
| Сельта            | 2021–22           | Ла-Ліга                  | 7    | 0     | 3                  | 0                  | —             | —             | 10     | 0      |
| Сельта            | 2022–23           | Ла-Ліга                  | 36   | 11    | 3                  | 0                  | —             | —             | 39     | 11     |
| Сельта            | 2023–24           | Ла-Ліга                  | 1    | 0     | 0                  | 0                  | —             | —             | 1      | 0      |
| Сельта            | Разом             | Разом                    | 50   | 11    | 6                  | 0                  | —             | —             | 56     | 11     |
| Аль-Аглі          | 2023–24           | Про Ліга                 | 0    | 0     | 0                  | 0                  | —             | —             | 0      | 0      |
| Усього за кар'єру | Усього за кар'єру | Усього за кар'єру        | 113  | 21    | 6                  | 0                  | 1             | 0             | 120    | 21     |

## Титули і досягнення
Індивідуальні
- Гравець місяця: Лютий 2023[8]